# 佐々木絢香
佐々木 絢香（ささき あやか、1988年11月25日-)は、日本のタレント、モデル。以前の芸名は、南絢香（みなみ あやか）。

## 経歴
2008年デビュー。
2020年4月から雑誌「withgirls」のレギュラーメンバーとして選ばれる。
イギリス留学経験あり、英語が得意である。
雑誌やテレビドラマで活躍。2013年結婚を機に活動をセーブし、現在は、4児の母。

## 出演
テレビ
- 月曜ゴールデン
- TBS ドラマ歌セラ 第12回「ふぞろいの妊婦たち」
- フジテレビ　世にも奇妙な物語

## 書籍
雑誌掲載
- Seventeen (日本の雑誌)掲載
- FLASH (写真週刊誌) グラビア掲載
- an・an イメージモデル掲載